# Горній Моринь
Горній Моринь (чорн. Gornji Morinj/Горњи Морињ) — село (поселення) в Чорногорії, підпорядковане общині Котор. Християнське поселення з населенням 16 мешканців.

## Населення
Динаміка чисельності населення (станом на 2003 рік):
- 1948 → 168
- 1953 → 169
- 1961 → 136
- 1971 → 92
- 1981 → 64
- 1991 → 45
- 2003 → 16

Національний склад села (станом на 2003 рік):
Слід відмітити, що перепис населення проводився в часи міжетнічного протистояння на Балканах й тоді частина чорногорців солідаризувалася з сербами й відносила себе до спільної з ними національної групи (найменуючи себе югославами-сербами — притримуючись течії панславізму). Тому, в запланованому переписі на 2015 рік очікується суттєва кореляція цифр національного складу (в сторону збільшення кількості чорногорців) — оскільки тепер чіткіше проходитиме розмежування, міжнаціональне, в самій Чорногорії.